# Hidrolaza nezasićenog hondroitinskog disaharida
Hidrolaza nezasićenog hondroitinskog disaharida (EC 3.2.1.180, UGL, hidrolaza nezasićenog glukuronila) je enzim sa sistematskim imenom beta-D-4-dezoksi-Delta4-GlcAp-(1->3)-beta-D-GalNAc6S hidrolaza. Ovaj enzim katalizuje sledeću hemijsku reakciju
2O {\displaystyle \rightleftharpoons } 5-dehidro-4-dezoksi-D-glukuronat + N-acetil-beta-D-galaktozamin-6-O-sulfat
Ovaj enzim odvaja 4-dezoksi-4,5-didehidro D-glukuronsku kiselinu ili 4-dezoksi-4,5-didehidro L-iduronsku kiselinu sa hondroitin disaharida, hijaluronan disaharida i heparin disaharida.

## Literatura
- Nicholas C. Price; Lewis Stevens (1999). Fundamentals of Enzymology: The Cell and Molecular Biology of Catalytic Proteins (Third изд.). USA: Oxford University Press. ISBN 019850229X.
- Eric J. Toone (2006). Advances in Enzymology and Related Areas of Molecular Biology, Protein Evolution (Volume 75 изд.). Wiley-Interscience. ISBN 0471205036.
- Branden C; Tooze J. Introduction to Protein Structure. New York, NY: Garland Publishing. ISBN 0-8153-2305-0.
- Irwin H. Segel. Enzyme Kinetics: Behavior and Analysis of Rapid Equilibrium and Steady-State Enzyme Systems (Book 44 изд.). Wiley Classics Library. ISBN 0471303097.

## Spoljašnje veze
- Unsaturated+chondroitin+disaccharide+hydrolase на 